# モン＝シュル＝ロワールの戦い
モン＝シュル＝ロワールの戦い（モン＝シュル＝ロワールのたたかい、英語: Battle of Meung-sur-Loire）は、 1429年6月15日に、フランス・オルレアン西方の町モン＝シュル＝ロワールで起こった、フランス王国とイングランド王国軍の戦いである。百年戦争終盤、ジャンヌ・ダルクの活躍によってオルレアン包囲戦を切り抜けたフランス軍が、ロワール渓谷において起こした反転攻勢のための軍事作戦の一つで、イングランド軍に勝利した。

## 背景
1429年5月にジャンヌの活躍などでイングランド軍はオルレアンの包囲を解いたが、撤退する際にロワール川に架かる橋を破壊していった。フランス軍は渡河地点を確保するため、約1カ月間軍を増強して次の作戦行動に備えた。6月上旬に開かれた王太子の御前会議でロワール渓谷一帯を奪還することが決まり、一度オルレアンを離れていたジャンヌが6月9日に再合流すると、その旗の下に集った市民らの志願兵でフランス軍はふくれあがった。同日、フランス軍はロワール地方奪還の軍事行動を開始し、最初の目標となったオルレアン東方のジャルジョーの町を12日に攻め落とした（ジャルジョーの戦い）。次の目標となったモン＝シュル＝ロワールは、ロワール川北岸にある小さな町で、オルレアンの西約20キロにあった。ロワール川にかかる橋を抑える戦略的要衝で、数年前からイングランド軍が占領していた。

## 戦闘
イングランド軍のモン＝シュル＝ロワールの防衛拠点は、城壁が巡らされた町と要塞化された橋、そして町の外にある城塞の三つに分かれていた。城塞が守備隊の指揮所となっていて、ジョン・タルボットとトーマス・スケールズが守っていた。一方のフランス軍は6,000～7,000人で、ジャルジョーに続き、アランソン公ジャン2世とジャンヌが率いていた。「オルレアンの私生児」ジャン・ド・デュノワ、ジル・ド・レ、ジャン・ポトン・ド・ザントライユ、「憤怒」ラ・イルら後にジャンヌの戦友となる諸隊長も参陣していた。また、オルレアンなどから参加した市民らも少なからず含まれていた。
フランス軍はイングランド軍主力が籠もる城塞や町を迂回すると、ロワール川にかかる橋に総攻撃をかけてこれを1日で占領した。ロワール川の渡河地点確保が目的であったため、フランス軍は橋を守備するために十分な兵力を残すと、城塞と町をそのままにして次の目的地であるボージャンシーに向かうためにロワール川沿いを西進した。城塞を守っていたタルボットとスケールズは、フランス軍の動きを見ると城を出て、パリから駆け付けたジョン・ファストルフ率いる援軍と合流し、ボージャンシー救援に向かった（ボージャンシーの戦い）。